# Lilium 'Chameleon'
Lilium 'Chameleon' — сорт лилий раздела Мартагон гибриды по классификации третьего издания Международного регистра лилий.

## Происхождение
По данным сайта The Online Lily Register происхождение неизвестно.

## Биологическое описание
Стебли высотой около 165 см, коричневато-зелёные.
Расположение листьев мутовчатое, 160×15 мм.
Цветки около 70 мм с диаметре, лепестки 45×25 мм, слегка загнутые. Цвет лепестков розовый изменяется на жёлтый, с лимонно-зелёным горлом. Лепестки испещрены многочисленными, довольно большими тёмно-фиолетовыми пятнами.
Нектарники жёлтые, пыльца золотистого цвета.
Цветение раннее, сорт отличается цветением относительно молодых луковиц.

## В культуре
См.: статью Мартагон гибриды.